# TOMM40
TOMM40‏ (Translocase of outer mitochondrial membrane 40) هوَ بروتين يُشَفر بواسطة جين TOMM40 في الإنسان.